# 馬爾特瑟國際
馬爾特瑟國際（Malteser International）是馬爾他騎士團的一個負責人道援助的非政府组织。该机构于2005年由Malteser Germany（成立于 1953 年）的对外援助服务部门发展而来。 目前它在非洲、亚洲、欧洲、中东和美洲的大约 30个国家共開展了大约100个项目。该组织的总秘书处位于德国科隆，欧洲和美洲区域总部分别位于科隆和纽约。馬爾特瑟國際在全球27个国家設有协会。 